# Batatuba
Batatuba é um distrito do município brasileiro de Piracaia, no interior do estado de São Paulo.

## História

### Origem
Idealizado como uma "cidade industrial ideal", em cujo projeto sobressaía seu caráter social, o antigo núcleo industrial de Batatuba foi criado em 1941 por Jan Antonín Baťa, que veio da Tchecoslováquia em 1939, integrando um programa internacional de cidades destinado a concretizar, arquitetônica e urbanisticamente, a expansão mundial da Companhia Calçadista Bata, com sede na antiga Tchecoslováquia.

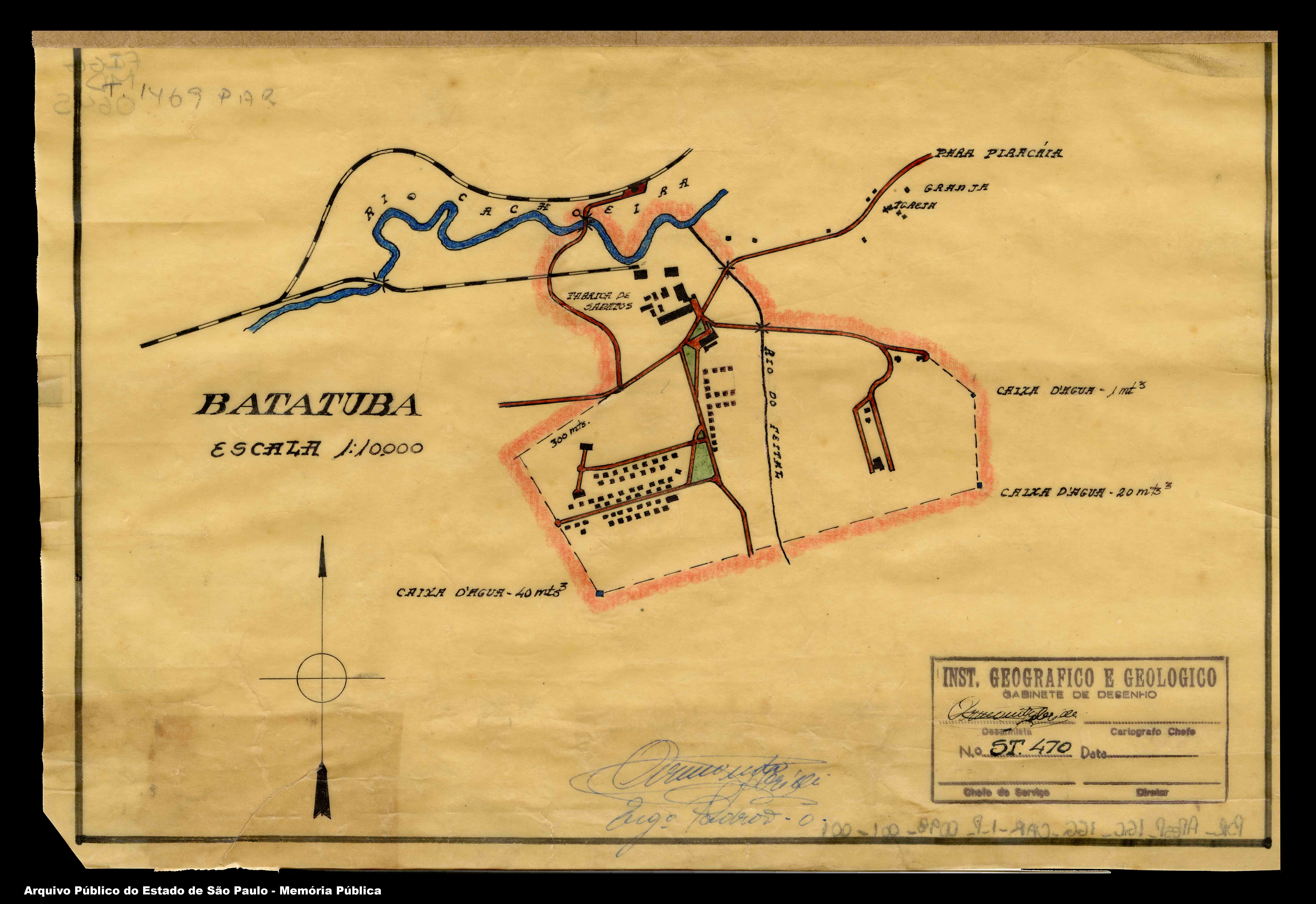
Planta da área urbana original.

Os aspectos que definiram a escolha do local foram o relevo montanhoso, o clima ameno, a proximidade com a Estrada de Ferro Bragantina e com o Rio Cachoeira, que forneceria água e energia elétrica, sendo o terreno adquirido da família de Benedita Bueno.
Foram construídas uma fábrica de calçados e um pequeno curtume, além do núcleo residencial, contando inclusive com uma escola industrial. A fábrica funcionou até 1983, quando foi decretada a sua falência.

### Formação administrativa
- Distrito criado pela Lei n° 233 de 24/12/1948, com o povoado de Batatuba mais terras do distrito sede de Piracaia[8][9].

## Geografia

### Área urbana
A sede do distrito é a vila de Batatuba, com um total de 1.648 domicílios (IBGE 2022).

### Demografia

#### População urbana
| Crescimento população urbana | Crescimento população urbana | Crescimento população urbana | Crescimento população urbana |
| Censo                        | Pop.                         |                              | %±                           |
| ---------------------------- | ---------------------------- | ---------------------------- | ---------------------------- |
| 1950                         | 352                          |                              | —                            |
| 1960                         | 418                          |                              | 18,8%                        |
| 1970                         | 404                          |                              | −3,3%                        |
| 1980                         | 589                          |                              | 45,8%                        |
| 1991                         | 3 577                        |                              | 507,3%                       |
| 2000                         | 3 183                        |                              | −11,0%                       |
| 2010                         | 4 638                        |                              | 45,7%                        |
| 2022                         | 3 514                        |                              | −24,2%                       |
| Fonte: IBGE e Fundação SEADE |                              |                              |                              |

#### População total
Pelo Censo 2022 (IBGE) a população total do distrito era de 4 801 habitantes. Anteriormente, pelo Censo 2010 (IBGE) a população total do distrito era de 4 638 habitantes.

### Área territorial
A área territorial do distrito é de 41,256 km² (IBGE 2022).

### Rodovias
O distrito localiza-se às margens da Rodovia Jan Antonin Bata (SP-36).

### Hidrografia
Localiza-se às margens do Rio Cachoeira.

## Serviços públicos

### Registro civil
Atualmente é feito na sede do município, pois o Cartório de Registro Civil das Pessoas Naturais do distrito foi extinto pela Resolução nº 1 de 29/12/1971 do Tribunal de Justiça do Estado de São Paulo, e seu acervo foi recolhido ao cartório do distrito sede.

### Educação
- EMEI "Antonio Telles".
- EMEFEI "Marie Bata".
- E.E. "José Siqueira Bueno".

### Saneamento
O serviço de abastecimento de água é feito pela Companhia de Saneamento Básico do Estado de São Paulo (SABESP).

### Energia
A responsável pelo abastecimento de energia elétrica é a Neoenergia Elektro, antiga CESP.

### Telecomunicações
O distrito era atendido pela Telecomunicações de São Paulo (TELESP) através da central telefônica rural Cachoeiro. Em 1998 esta empresa foi vendida para a Telefônica, que em 2012 adotou a marca Vivo para suas operações.

## Religião
O Cristianismo se faz presente no distrito da seguinte forma:

### Igreja Católica
- A igreja faz parte da Diocese de Bragança Paulista[22].

### Igrejas Evangélicas
- Congregação Cristã no Brasil[23].